# Stokzaag

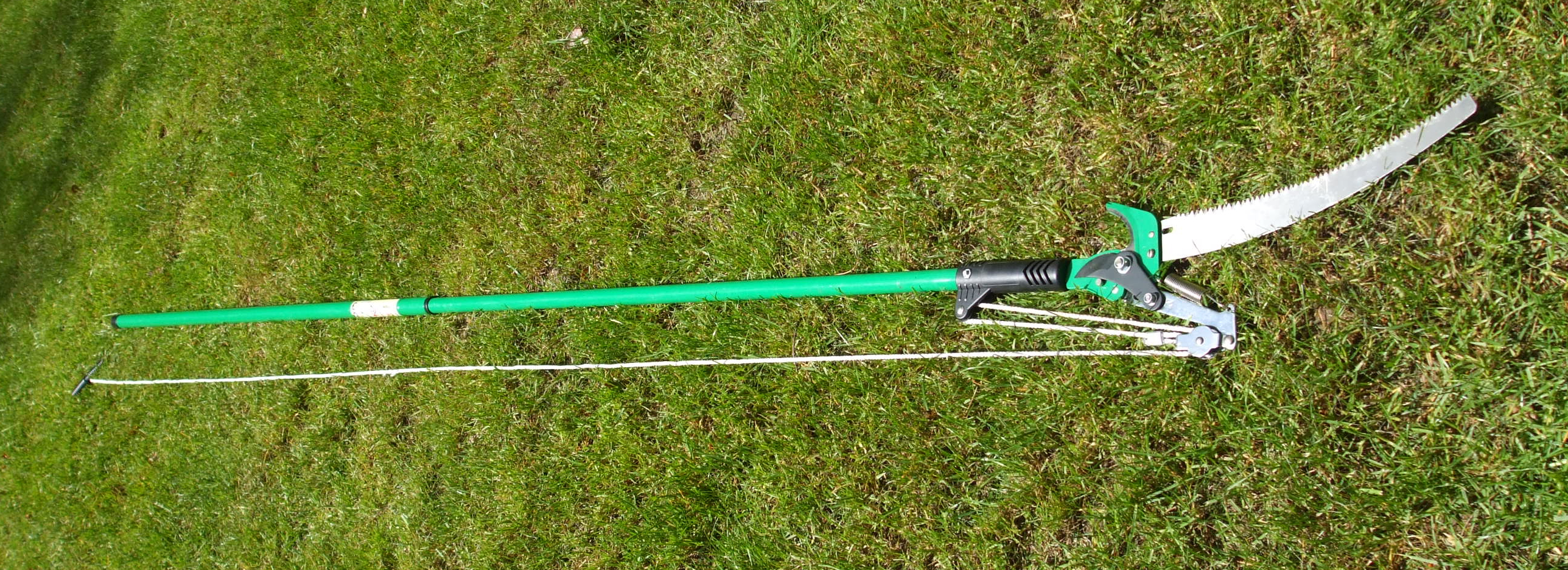
Stokzaag met topschaar op een verstelbare steel

Een stokzaag is een takkenzaag die op een lange stok gemonteerd is om takken die hoog in een boom zitten te kunnen bereiken. Dit maakt het mogelijk om zonder ladder of trap takken van bomen te zagen. 
De stokzaag is geschikt voor zowel dunne, als dikke takken. De zaag is aan het uiteinde vaak voorzien van een grote uitstekende punt, zodat deze aan een tak kan worden gehangen.
Daar waar stokken vroeger van hout of staal gemaakt waren zijn moderne stokzagen gemaakt van aluminium of glasfiber. Dit vanwege de arbowetgeving. De stok is inschuifbaar, dit om het transport van de stokzaag te vergemakkelijken. 

## Motorstokzaag
Er zijn ook stokzagen die aangedreven worden door een motor. Deze heeft dan een zaagblad zoals een kettingzaag. De machine wordt gedragen door de gebruiker, of staat op een voertuig. De aandrijving vindt plaats via een dunne as door de stok (een buis). Doordat de zaagketting zich op enige afstand bevindt, is het werken ermee minder gevaarlijk dan bij een gewone kettingzaag, maar ook onhandiger te bedienen.